# Neomirandea
 Neomirandea   R.M. King & H. Rob., 1970  è un genere di piante spermatofite dicotiledoni appartenenti alla famiglia delle Asteraceae (sottofamiglia Asteroideae, tribù Eupatorieae, unico genere della sottotribù Neomirandeinae).

## Etimologia
Il nome del genere è stato dato dai botanici Robert Merrill King (1930-2007) e Harold Ernest Robinson (1932-) nella pubblicazione  “Phytologia; Designed to Expedite Botanical. Xix.306 (1970)”  pubblicata a New York nel 1970.

La sottotribù è stata definita per la prima volta dai botanici Robert Merrill King (1930-2007) e Harold Ernest Robinson (1932-) nella pubblicazione  “Phytologia; Designed to Expedite Botanical. 46(7): 448 (1980)”  pubblicata a New York nel 1980.

## Descrizione
L'habitus delle specie di questo genere comprende individui erbacei di grandi dimensioni, arbusti o piccoli alberi. Possono essere sia epifite che terrestri.

### Foglie
Le foglie lungo il caule sono disposte in modo opposto oppure a spirale. La lamina ha un contorno deltoide o simile alle foglie dell'acero ma più ellittiche e oblunghe. La consistenza è leggermente carnosa. I bordi sono interi o grossolanamente lobati o dentati.

### Infiorescenza
Le infiorescenze composte da diversi capolini raggruppati sono ampiamente cimose o corimbose. I capolini sono formati da un involucro composto da squame (o brattee) nel cui interno un ricettacolo fa da base ai fiori tutti tubulosi. Le squame sono 9 – 28 disposte in modo fortemente embricato su 3 – 4 serie; le dimensioni sono scalari; sono prive di nervature; quelle interne sono piuttosto decidue, mentre quelle esterne sono persistenti. Il ricettacolo è piatto o leggermente convesso e privo di pagliette di protezione della base dei fiori.

### Fiori
I fiori sono tetra-ciclici (con quattro verticilli: calice – corolla – androceo – gineceo) e pentameri (ogni verticillo è composto da cinque elementi). Sono inoltre actinomorfi e ermafroditi. I fiori per capolino sono da 2 a 28.

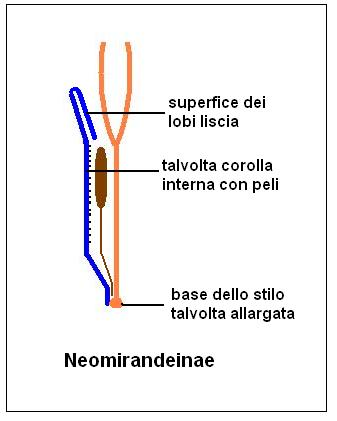
Sezione del fiore

Formula fiorale: per queste piante viene indicata la seguente formula fiorale:
* K 0/5, C (5), A (5), G (2), infero, achenio
I sepali del calice sono ridotti ad una coroncina di squame.
Il colore delle corolle è bianco o rossastro. La forma delle corolle è leggermente a imbuto con o senza peli all'interno della gola. I lobi sono da triangolari a strettamente oblunghi e sono lisci su entrambe le facce.
L'androceo è formato da 5 stami con filamenti liberi e antere saldate in un manicotto circondante lo stilo. Il collare delle antere è allungato (5 – 10 volte più lungo che largo). Le appendici apicali delle antere sono più lunghe che larghe.
Il gineceo ha un ovario uniloculare infero formato da due carpelli.. La base dello stilo è allargata oppure no ed è glabra. I bracci dello stilo (gli stigmi) sono strettamente lineari (l'apice non è clavato). Le linee stigmatiche sono marginali.

### Frutti
I frutti sono degli acheni prismatici con 5 coste (o nervature) laterali. Il carpoforo è breve. Il pappo è formato da numerose setole capillari e persistenti con cellule apicali da obtuse (non acute) a acute.

## Distribuzione e habitat
Le specie di questo genere sono distribuite nell'America Centrale: Costa Rica, Ecuador, Messico, Panama e Colombia con habitat tipici di quelle zone.

## Biologia
- Impollinazione: l'impollinazione avviene tramite insetti (impollinazione entomogama).
- Riproduzione: la fecondazione avviene fondamentalmente tramite l'impollinazione dei fiori (vedi sopra).
- Dispersione: i semi cadendo a terra (dopo essere stati trasportati per alcuni metri dal vento per merito del pappo, se presente – disseminazione anemocora) sono successivamente dispersi soprattutto da insetti tipo formiche (disseminazione mirmecoria).

## Tassonomia
La famiglia di appartenenza di questo gruppo (Asteraceae o Compositae, nomen conservandum) è la più numerosa del mondo vegetale, comprende oltre 23000 specie distribuite su 1535 generi (22750 specie e 1530 generi secondo altre fonti). La sottofamiglia Asteroideae è una delle 12 sottofamiglie nella quale è stata suddivisa la famiglia Asteraceae, mentre Eupatorieae è una delle 21 tribù della sottofamiglia. La tribù Eupatorieae a sua volta è suddivisa in 17 sottotribù (Neomirandeinae è una di queste)

### Filogenesi
Alcuni Autori propongono di raccogliere questo genere nella sottotribù delle Hebecliniinae, mentre altri lo considerano indipendente soprattutto per la specializzazione di vita epifita per alcune specie. Da un punto di vista filogenetico questo genere appartiene al gruppo di sottotribù comprendenti tra l'altro le Oxylobinae e le Trichocoroninae. Il genere inoltre è suddiviso in due sottogruppi distinti: (1) comprende alcune specie epifite più quelle terrestri; (2) sono considerate a parte alcune specie con ricettacolo e parti interne della corolla glabre, e stilo senza la base ingrossata.
Il numero cromosomico delle specie del genere varia da 2n = 34 fino a 2n = 50

### Specie del genere
Il genere si compone di 30 specie:
- Neomirandea allenii R.M.King & H.Rob.
- Neomirandea angularis (B.L.Rob.) R.M.King & H.Rob.
- Neomirandea araliaefolia (Less.) R.M.King & H.Rob.
- Neomirandea araliifolia (Less.) R.M.King & H.Rob.
- Neomirandea arthrodes (B.L.Rob.) R.M.King & H.Rob.
- Neomirandea biflora R.M.King & H.Rob.
- Neomirandea burgeri R.M.King & H.Rob.
- Neomirandea carnosa (Kuntze) R.M.King & H.Rob.
- Neomirandea chiriquensis R. Kjug & H.Rob.
- Neomirandea costaricensis R.M.King & H.Rob.
- Neomirandea croatii R.M.King & H.Rob.
- Neomirandea cuatrecasana S.Díz
- Neomirandea eximia (B.L.Rob.) R.M.King & H.Rob.
- Neomirandea folsomiana M.O.Dillon & D'Arcy
- Neomirandea gracilis R.M.King & H.Rob.
- Neomirandea grosvenorii R.M.King & H.Rob.
- Neomirandea guevarii R.M.King & H.Rob.
- Neomirandea homogama (Hieron.) H.Rob. & Brettell
- Neomirandea ovandensis R.M.King & H.Rob.
- Neomirandea panamensis R.M.King & H.Rob.
- Neomirandea parasitica (Klatt) R.M.King & H.Rob.
- Neomirandea pendulissima Al.Rodr.
- Neomirandea pithecobia (B.L.Rob.) R.M.King & H.Rob.
- Neomirandea pseudopsoralea R.M.King & H.Rob.
- Neomirandea psoralea (B.L.Rob.) R.M.King & H.Rob.
- Neomirandea sciaphila (B.L.Rob.) R.M.King & H.Rob.
- Neomirandea standleyi (B.L.Rob.) R.M.King & H.Rob.
- Neomirandea tenuipes R.M.King & H.Rob.
- Neomirandea ternata R.M.King & H.Rob.
- Neomirandea turrialbae R.M.King & H.Rob.